# Saša Brezovnik
Saša Brezovnik (4 maggio 1995) è un'ex sciatrice alpina slovena.

## Biografia
Sciatrice polivalente attiva dal novembre del 2010, la Brezovnik ha esordito in Coppa Europa il 19 gennaio 2013 a Schruns in slalom speciale e in Coppa del Mondo il 2 febbraio 2014 a Kranjska Gora nella medesima specialità, in entrambi i casi senza completare la prova. Ai Mondiali juniores di Soči/Roza Chutor 2016 ha vinto la medaglia d'oro nella gara a squadre e quella di bronzo nella combinata e il 29 gennaio dello stesso anno ha ottenuto a Sestriere in slalom speciale il suo miglior risultato in Coppa Europa (9ª); ha preso per l'ultima volta il via in Coppa del Mondo l'8 gennaio 2017 a Maribor in slalom speciale, senza completare la prova (non ha portato a termine nessuna delle tre gare nel massimo circuito cui ha preso parte) e ai successivi Mondiali di Sankt Moritz 2017, sua unica presenza iridata, si è classificata 9ª nella gara a squadre. Ha preso per l'ultima volta il via in Coppa Europa il 5 febbraio 2019 a Obdach in slalom speciale, senza completare la prova, e si è ritirata durante la stagione 2020-2021: la sua ultima gara è stata uno slalom speciale FIS disputato il 10 febbraio a Rogla. Non ha preso parte a rassegne olimpiche.

## Palmarès

### Mondiali juniores
- 2 medaglie:
  - 1 oro (gara a squadre a Soči/Roza Chutor 2016)
  - 1 bronzo (combinata a Soči/Roza Chutor 2016)

### Coppa Europa
- Miglior piazzamento in classifica generale: 84ª nel 2016

### Campionati sloveni
- 12 medaglie:
  - 3 ori (supergigante nel 2017; supergigante, combinata nel 2019)
  - 3 argenti (supergigante, slalom speciale nel 2015; slalom speciale nel 2019)
  - 6 bronzi (discesa libera, combinata nel 2015; slalom speciale nel 2016; discesa libera, slalom speciale nel 2017; slalom gigante nel 2019)